# Gertrud Strauss-Höfer
Gertrud Strauss-Höfer (* 15. März 1901 in Saarbrücken; † 13. Oktober 1970 in Homburg) war eine deutsche Violinistin und Opfer des NS-Regimes.

## Leben
Gertrud Höfer wurde 1901 als Tochter des Studienprofessors Ulrich Höfer (1861–1939) und der Maria (geb. Pfender) geboren. Nach dem Besuch des Augusta-Viktoria-Lyzeums in Saarbrücken studierte sie von 1915 bis 1921 Musik am Konservatorium in Köln bei Bram Eldering. Das Studium schloss sie 1921 mit der Konzertreifeprüfung als Violinistin ab und kehrte in ihre Heimatstadt zurück. Dort heiratete sie am 27. Dezember 1926 den Violinisten und Konzertmeister der Städtischen Bühnen Saarbrückens Darius Strauss (1885–1973). Das Paar bekam im Mai 1929 die Zwillinge Ulrich und Ernst.
In den 1930er Jahren bekam auch sie nach der Machtübernahme der Nationalsozialisten die Anfeindungen gegen Juden zu spüren. Vor Konzerten erhielt sie wegen der Ehe mit einem Juden immer wieder anonyme Briefe mit Drohungen. Nach der Rückkehr des Saargebietes in das Deutsche Reich flüchtete erst Strauss-Höfer, dann die Familie nach Paris. Da die Familie keine Unterkunft hatte, mussten die Kinder zeitweise in einem Flüchtlingsheim leben. Erst mit der Ankunft von Darius Strauss verbesserte sich die Situation der Familie. Gertrud Strauss-Höfer konnte auf Kontakte in der Szene der emigrierten Musiker zurückgreifen, gab mehrere Konzerte und gründete mit Erik-Paul Stekel das „Amati-Quartett“. Außerdem arbeitete sie als Geigenlehrerin.
Von Mai bis September 1940 war sie als Hausmeisterin tätig, um den Unterhalt für die Familie zu verdienen. Ihr Mann war zu dieser Zeit interniert und auch Strauss-Höfer war kurzzeitig in Gefangenschaft. Im September 1940 traf sich das Paar in Bages. Im Frühjahr 1941 kamen auch die Kinder wieder zur Familie. Im Sommer des Jahres 1941 ließ sich die Familie in Valence im Südosten Frankreichs nieder, musste hier aber in der Illegalität leben und häufige Wohnwechsel durchmachen, um sich der Verhaftung zu entziehen. Im Juli 1942 wurde die Familie erneut durch die Gestapo verhaftet und kurzzeitig interniert. Am 7. Oktober 1942 gelang Strauss-Höfer mit der Familie die Flucht zu Fuß durch die Savoyer Alpen in die Schweiz. Dort wurden sie als illegale Flüchtlinge erneut interniert und lebten zweieinhalb Jahre in verschiedenen Lagern und später für weitere zweieinhalb Jahre in „Privatinternierung“ in Basel. Im Februar 1947 wurde sie freigelassen und die Familie kehrte nach Saarbrücken zurück.
Im Oktober 1947 erfolgte Strauss-Höfers Anstellung als Geigendozentin am Staatlichen Konservatorium (heute Hochschule für Musik Saar), das Stekel inzwischen leitete. Im Jahr 1951 zogen Strauss-Höfer und ihre Familie nach Fechingen (Saar) um, wo sie mindestens bis 1967 lebte. Mit ihrem „Strauß-Quartett“ traten sie regelmäßig in der Schweiz und Deutschland auf.
Gertrud Strauss-Höfer starb 1970 in Homburg, ihr Mann Darius 1973 in Fechingen. Die beiden Söhne wurden Berufsmusiker.